# Agdenes
Agdenes was een gemeente in de Noorse provincie Trøndelag. De gemeente telde 1711 inwoners in januari 2017. De gemeente fuseerde in 2020 met Meldal, Orkdal en een deel van Snillfjord tot de gemeente Orkland.

## Geschiedenis
De gemeente werd in 1964 gevormd na samenvoeging van Lensvik, Ingdalen en het buitenste deel van het oude Agdenes. In 1995 werd de kern Moldtun ingedeeld bij de gemeente Snillfjord; Moldtun had voorheen geen wegverbinding. De weg die in die tijd werd aangelegd liep naar Snillfjord en daarom was deze herindeling een logische keuze.

## Economie
In Agdenes is meer dan gemiddelde industriële activiteit te vinden; de nadruk ligt daarbij op de primaire sector. De meeste inwoners werken in de zuivelindustrie of de bosbouw. Het kweken van aardbeien en het fokken van pelsdieren zijn andere belangrijke economische activiteiten. De aardbeien worden hoofdzakelijk geoogst door buitenlandse werknemers, met name uit Polen en Litouwen.

## Plaatsen in de gemeente

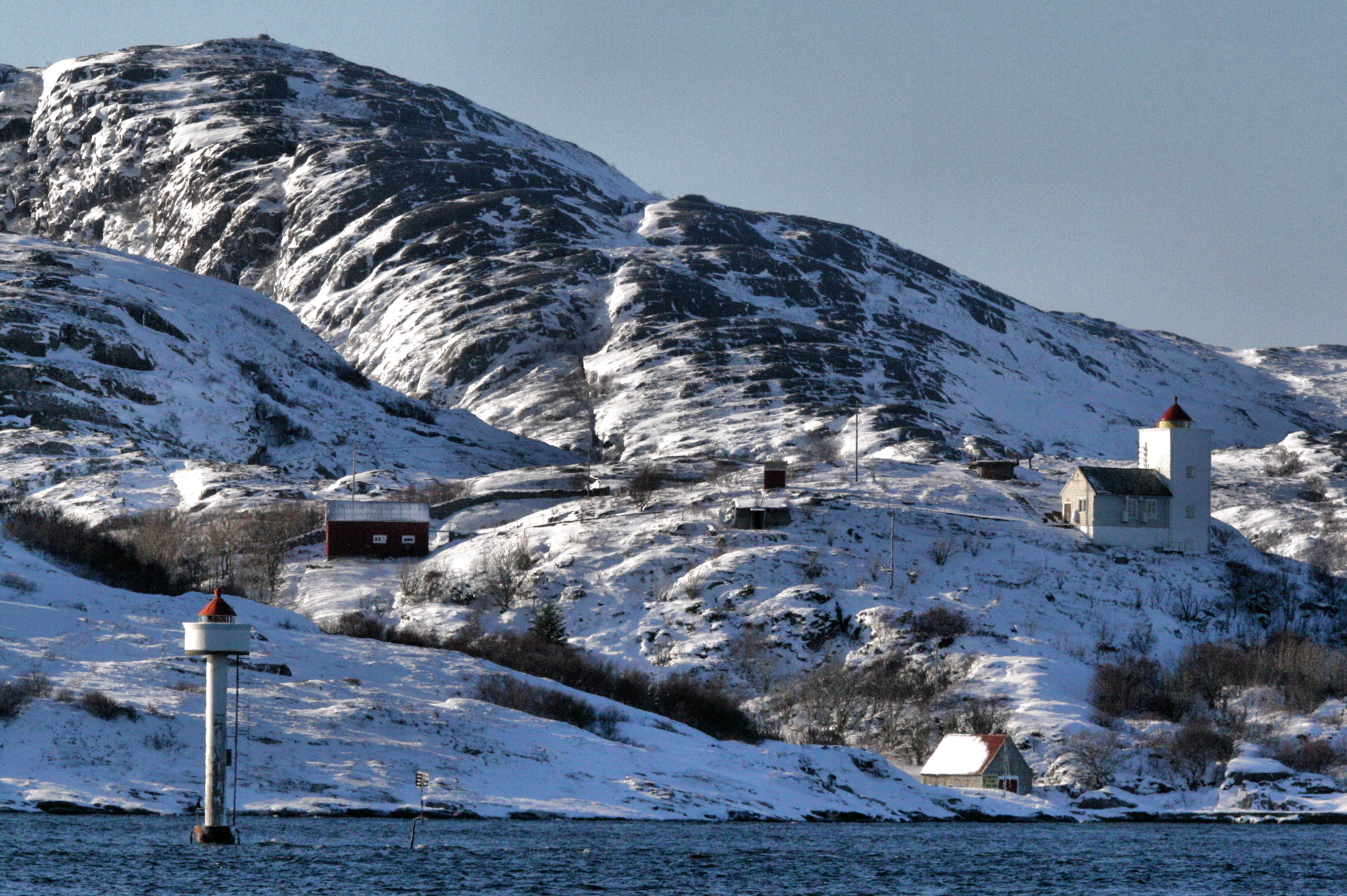
Vuurtoren van Agdenes aan het begin van de Trondheimsfjord

- Selbekken - 394